# Asma Jahangir
Asma Jilani Jahangir (27 de enero de 1952-11 de febrero de 2018) fue una abogada pakistaní especialista en derechos humanos y activista social cofundadora y presidenta de la Comisión de Derechos humanos de Pakistán. Fue especialmente conocida por su trabajo con el Movimiento de Abogados y se desempeñó como Relatora Especial de Naciones Unidas sobre Libertad de Culto o Creencia y como miembro del Grupo de Crisis Internacional.

## Trayectoria
Nació y pasó sus primeros años en Lahore, y estudió en el Convento de Jesús y María antes de graduarse en Kinnaird y LLB en la Universidad del Punjab en 1978. En 1980 formó parte del Tribunal Supremo de Lahore y de la Corte Suprema en 1982. En los años 1980, Jahangir se convirtió en activista en favor de la democracia y fue encarcelada en 1983 por participar en el Movimiento para la Restauración de la Democracia contra el régimen militar de Zia-ul-Haq. En 1986 se trasladó a Ginebra, y se convirtió en vicepresidenta del movimiento Defensa Internacional para la Infancia hasta 1988 que regresó a Pakistán.
En 1987 fue cofundadora de la Comisión de Derechos humanos de Pakistán y fue su Secretaria General hasta 1993 cuando asumió la presidencia de la comisión. En noviembre de 2007 sufrió un nuevo arresto domiciliario tras declararse el estado de emergencia. Después de ser una de las personas que lideró el Movimiento de Abogados de Pakistán se convirtió en la primera mujer que asumió la Presidencia de la Asociación de Juristas de la Corte Suprema. También presidió el Foro Asiático de Derechos Humanos y fue vicepresidenta de la Federación Internacional por los Derechos Humanos. Jahangir fue Relatora Especial de Naciones Unidas para la Libertad de Culto de agosto de 2004 a julio de 2010, trabajando además en la ONU para investigar la violación de los derechos humanos en Sri Lanka  sirviendo en el tablero de ONU y la situación de los asentamientos israelíes. En 2016, fue nombrada Relatora Especial de la ONU sobre la Situación de los Derechos Humanos en Irán, que asumió hasta su muerte en febrero de 2018.
Jahangir fue distinguida con varios premios entre ellos en 2014 Premio al Sustento Bien Ganado (junto con Edward Snowden), en 2010 el Freedom Award, Hilal-i-Imtiaz también en 2010, el Premio Ramon Magsaysay, en 1995 el Premio Martin Ennals para las personas defensoras de los Derechos humanos, y el Premio UNESCO/Bilbao para la Promoción de una Cultura de Derechos humanos. Le fue otorgada la condecoración de Oficial de la Legión de Honor por Francia. Entre sus textos se incluye The Hudood Ordinance: A Divine Sanction? and Children of a Lesser God.